# Морариу, Корина
Корина Мария Морариу (англ. Corina Maria Morariu; родилась 26 января 1978 года в Детройте, США) — американская теннисистка румынского происхождения; бывшая первая ракетка мира в парном разряде; победительница одного турнира Большого шлема в парном разряде (Roland Garros-1999); победительница одного турнира Большого шлема в миксте (Australian Open-2001); финалистка двух турниров Большого шлема в парном разряде (Australian Open-2001, -2005); победительница 14 турниров WTA (один — в одиночном разряде); победительница четырёх юниорских турниров Большого шлема в парном разряде; финалистка одного юниорского турнира Большого шлема в парном разряде (Уимблдон-1994).

## Общая информация
Корина — одна из двух детей уроженцев Румынии Альбина и Родики Морариу; её брата зовут Мирча. Корина — единственный профессиональный спортсмен в семье, все же остальные её близкие заняты в медицине: в частности её отец — невролог, некогда лечивший Тима Галликсона.

## Спортивная карьера

### Юниорская карьера
Американка была весьма заметной фигурой в национальном теннисе уже в юниорские годы. В старшей возрастной группе она смогла неплохо проявить себя в одиночном разряде, добившись по одному финалу на соревнованиях G1 и GA: на траве в Сербитоне и на харде в Канагаве; а также показала незаурядные парные результаты, добравшись сразу до пяти финалов на юниорских соревнованиях серии Большого шлема и выиграв четыре титула: в 1995 году её альянс с чешкой Людмилой Вармужовой был даже близок к завоеванию Большого шлема в этом разряде, но допустил осечку в полуфинале Уимблдона, где не смог взять верх над командой Александра Ольша / Кара Блэк.

### Одиночная карьера в протуре
Корина впервые попробовала свои силы в протуре в 16 лет, сыграв серию соревнований начального уровня. Юный талант быстро смог выигрывать не только отдельные матчи на подобном уровне, но и завоевал пару титулов на 10-тысячниках — и в одиночном и парном разряде. Постепенно оттачивая своё мастерство Морариу смогла к 1996 году вплотную подобраться ко второй сотне рейтинга, регулярно добираясь до поздних стадий на средних турнирах ITF и время от времени проходя квалификации на небольших соревнованиях WTA. Впервые блеснуть в основной сетке на соревнованиях ассоциации получилось в апреле: на хардовом турнире в Токио американка пробилась в четвертьфинал, попутно переиграв тогдашнюю 30-ю ракетку мира Наоко Савамацу. Серия стабильных результатов постепенно поднимала рейтинг Корины и к июню она подобралась к рубежу первой сотни, а на Уимблдоне впервые сыграла в основной сетке турнира Большого шлема.
В 1997 году Морариу удаётся войти и закрепиться в первой сотне рейтинга, выиграв 75-тысячник в Боготе, а также впервые добравшись до титульного матча на соревновании ассоциации: в хорватском Боле, где американка в упорной борьбе уступила ещё более юной Мирьяне Лучич. Эти и другие локальные всплески на подобных турнирах позволили Корине к концу сезона закрепиться в начале второй полусотни рейтинга. В 1998 году удаётся совершить рывок вверх ещё на три десятка позиций: Морариу сыграла за сезон сразу в двух финалах: к очередному титульному матчу в Хорватии с Лучич удалось добавить финал в Токио, но нигде американке не сопутствовал успех — ни в матче с Мирьяной, ни в игре против Ай Сугиямы ей не удалось взять более шести геймов за встречу. В июне, на Уимблдоне, Корина впервые в своей карьере выиграла сразу два матча на турнире Большого шлема, а через несколько недель и установила свой пиковый результат в классификации, заняв 29-ю строчку.
Через год результаты несколько снизились, но Корине наконец удалось покорить финал соревнования ассоциации: на традиционно сильной для себя связке Токио — Бол американка чуть раньше проиграла на японских кортах, зато смогла победить в Хорватии, крупно переиграв в финале местного чемпионата Жюли Алар-Декюжи. Ещё один пик готовности пришёлся на середину октября, когда на турнире в Цюрихе Морариу пробилась в четвертьфинал, попутно переиграв тогдашнюю седьмую ракетку мира Барбару Шетт. В 2000 году локальное рейтинговое падение продолжилось: пик же сезона на этот раз пришёлся на майский чемпионат в Риме, где переиграв Сандрин Тестю, Морариу смогла пробиться в полуфинал соревнования высшей категории регулярного тура. Через год Морариу должна была провести ещё один не слишком премечательный сезон в качестве игрока середины первой сотни, изрядка могущего нынести поражение кому-то из Top20, однако в мае, после серии поражений, у неё была выявлена промиелоцитическая лейкемия, заставившая американку прервать свою игровую карьеру и на 14 месяцев покинуть протур ради лечебных мероприятий, завершившихся полным выздоровлением.
Возвращение к активным выступлениям состоялось в августе 2002 года, однако особых результатов быстро добиться не удалось, а более плотному участию в менее статусных соревнованиях мешали периодические успехи в паре. В итоге, не сумев подняться даже в Top200 американка с конца 2003 года фактически перестала бороться за рейтинговые очки в одиночном разряде, а осенью следующего года провела свои последние матчи в протуре.

### Парная карьера в протуре
Путь в сильнейшую сотню в парном разряде прошёл быстрее: уже к концу 1995 года Корина пробилась в Top200, выиграв два 25-тысячника и один 50-тысячник. Через год удалось преодолеть ещё сотню позиций, дебютировав на соревнованиях WTA и турнирах Большого шлема, причём на домашнем соревновании серии Морариу и её тогдашняя партнёрша Анджела Леттьер пробилась в третий раунд, попутно переиграв одну из сеянных команд. В 1997 году американка добилась своих первых финалов на соревнованиях ассоциации: в Токио, вместе с Керри-Энн Гюс, Корина уступила, а в Паттайе, вместе с Кристин Кунс, смогла завоевать титул. Через год, несмотря на отсутствие финалов, Морариу поднялась в первую полусотню рейтинга.
В 1999 году результаты Корины в парном разряде достигли своего максимума: сотрудничая с множеством статусных теннисисток Морариу пробилась в Top10 рейтинга, выиграв шесть титулов. В июне уроженка Детройта весьма удачно объединилась в союз вместе с Линдсей Дэвенпорт: на Уимблдоне американки с минимальными проблемами выиграли друг за другом шесть матчей, завоевав первый совместный титул. До конца сезона они победили ещё на нескольких соревнованиях и, благодаря общей стабильности результатов, смогли пробиться на Итоговый турнир, где затем прошли круг. Через год на пути к закреплению в элите парного тенниса встали проблемы со здоровьем, из-за которых Корина пропустила несколько месяцев в середине сезона и три из четырёх турниров Большого шлема. Впрочем, заработав полуфинал на Australian Open, финал на крупном призе в Берлине и титул на супертурнире в Индиан-Уэллсе, Морариу отступила лишь в середину второй десятки рейтинга.
В 2001 году американка пробовала вновь вернуться к максимальным результатам: в начале года, вместе с Линдсей Дэвенпорт, она добралась до финала на австралийском турнире Большого шлема, уступив лишь сёстрам Уильямс, однако в дальнейшем этот успех развить не удалось, а в мае ещё одни проблемы со здоровьем вывели её из игры на 14 месяцев. Вернувшись в строй в следующем году при содействии Кимберли По, Морариу смогла в короткие сроки вернуться в первую сотню рейтинга, а также пробившись в четвертьфинал на US Open. В 2003 году из-за локальных проблем со здоровьем, результаты американки заметно упали, но через год кризисный период удалось преодолеть, а помощь Линдсей Дэвенпорт позволила поправить рейтинговые позиции и упростить поиск партнёрши на постоянное расписание; в конце сезона, сотрудничая с Лизель Хубер, Корина впервые за долгое время пробилась в финал на соревнованиях ассоциации, уступив в титульном матче в Филадельфии.
В 2005 году к отрезкам сезона вместе с Дэвенпорт добавились турниры вместе с Патти Шнидер, за счёт которых Морариу смогла вернуться в Top20. Вместе с Линдсей она добилась в том году двух финалов — на Australian Open и соревновании высшей категории в Токио, а вместе с Патти добралась до полуфинала на Roland Garros и четвертьфинала на US Open. Поиски постоянной партнёрши не привели к успеху и через год, а очередной пропуск нескольких месяцев по медицинским показаниям в середине сезона вновь чуть снизил итоговый рейтинг Морариу того года. Впрочем, по ходу сезона американке удалось побывать в трёх финалах и взять два титула (в январе был выигран турнир в Сиднее, где Морариу ассистировала Ренне Стаббс; а в сентябре Корина стала сильнейшей на Бали, единственный раз за год уговорив сыграть в паре Линдсей Дэвенпорт). В 2007 году результаты ещё больше снизились и к концу лета Морариу приняла решения завершить игровую карьеру после домашнего турнира серии Большого шлема. Последующий выход в четвертьфинал на US Open, где Корина объединилась в команду вместе с Меган Шонесси, никак не повлиял на её решение.

### Турниры в миксте
Играя соревнования среди женских пар Морариу не забывала и турниры среди смешанных пар, в 1997—2007 годах приняв участие в 23 турнирах Большого шлема. Наиболее удачны для неё были два хардовых соревнования серии: в США она дважды пробивалась в полуфинал (в 2002 году вместе с Джастином Гимельстобом, а три года спустя — вместе с Майком Брайаном), а в Австралии, в 2001 году, Морариу, единственный раз за свою карьеру добралась и до титульной встречи, где вместе с Эллисом Феррейрой взяла верх над Барборой Шетт и Джошуа Иглом.

### Сборная и национальные турниры
Относительно невысокие результаты в одиночном разряде и обилие проблем со здоровьем долгое время не давали Корине возможности сыграть за сборную страны в Кубке Федерации и лишь в 2005 году, на волне очередного удачного воссоединения с Линдсей Дэвенпорт, она дважды смогла сыграть в этом турнире в парных матчах; однако каждый раз судьба встречи уже была предрешена в одиночных играх: в четвертьфинале американки лишь увеличили счёт в матче со сборной Бельгии, а в полуфинале проиграли ничего не решавшую встречу в неудачном матче с россиянками.

### Последующая жизнь
После завершения игровой карьеры в сентябре 2007 года Корина сотрудничала с англоязычными теннисными каналами в качестве комментатора и эксперта.

## Итоговое место в рейтинге WTA по годам
| Год  | Одиночный рейтинг | Парный рейтинг |
| 2007 |                   | 76             |
| 2006 |                   | 34             |
| 2005 |                   | 15             |
| 2004 |                   | 24             |
| 2003 | 254               | 156            |
| 2002 | 400               | 78             |
| 2001 | 171               | 57             |
| 2000 | 52                | 14             |
| 1999 | 37                | 6              |
| 1998 | 31                | 49             |
| 1997 | 60                | 66             |
| 1996 | 121               | 81             |
| 1995 | 246               | 187            |
| 1994 | 622               | 458            |

## Выступления на турнирах

### Финалы турнировWTAв одиночном разряде (4)

#### Победы (1)
| Легенда:                       |
| ------------------------------ |
| Турниры Большого Шлема (0+1+1) |
| Олимпиада (0)                  |
| Итоговый чемпионат года (0)    |
| 1-я категория (0+1)            |
| 2-я категория (0+3)            |
| 3-я категория (0+7)            |
| 4-я категория (1+1)            |
| 5-я категория (0)              |

| Титулы по покрытиям | Титулы по месту проведения матчей турнира |
| ------------------- | ----------------------------------------- |
| Хард (0+10+1)       | Зал (0+1)                                 |
| Грунт (1+1)         | Зал (0+1)                                 |
| Трава (0+2)         | Открытый воздух (1+12+1)                  |
| Ковёр (0)           | Открытый воздух (1+12+1)                  |

| №  | Дата           | Турнир        | Покрытие | Соперник в финале | Счёт    |
| 1. | 26 апреля 1999 | Бол, Хорватия | Грунт    | Жюли Алар-Декюжи  | 6-2 6-0 |

#### Поражения (3)
| №  | Дата           | Турнир            | Покрытие | Соперник в финале | Счёт              |
| 1. | 28 апреля 1997 | Бол, Хорватия     | Грунт    | Мирьяна Лучич     | 5-7 7-6(4) 6-7(5) |
| 2. | 13 апреля 1998 | Токио, Япония     | Хард     | Ай Сугияма        | 3-6 3-6           |
| 3. | 27 апреля 1998 | Бол, Хорватия (2) | Грунт    | Мирьяна Лучич     | 2-6 4-6           |

### Финалы турнировITFв одиночном разряде (5)

#### Победы (5)
| Легенда:         |
| ---------------- |
| 100.000 USD (0)  |
| 75.000 USD (1)   |
| 50.000 USD (0+3) |
| 25.000 USD (1+3) |
| 10.000 USD (3+3) |

| Титулы по покрытиям | Титулы по месту проведения матчей турнира |
| ------------------- | ----------------------------------------- |
| Хард (1+6)          | Зал (0+2)                                 |
| Грунт (4+3)         | Зал (0+2)                                 |
| Трава (0)           | Открытый воздух (5+7)                     |
| Ковёр (0)           | Открытый воздух (5+7)                     |

| №  | Дата            | Турнир             | Покрытие | Соперник в финале | Счёт        |
| 1. | 22 августа 1994 | Николози, Италия   | Хард     | Джулия Казони     | 7-5 7-6(5)  |
| 2. | 22 мая 1995     | Зальцбург, Австрия | Грунт    | Патриция Вартуш   | 6-2 6-2     |
| 3. | 29 мая 1995     | Катовице, Польша   | Грунт    | Ева Радзиковская  | 6-4 6-2     |
| 4. | 21 августа 1995 | Сочи, Россия       | Грунт    | Анн-Гаэль Сидо    | 6-4 4-6 6-0 |
| 5. | 17 февраля 1997 | Богота, Колумбия   | Грунт    | Ленка Немечкова   | 6-2 6-3     |

### Финалы турниров Большого Шлема в парном разряде (3)

#### Победы (1)
| №  | Год  | Турнир   | Покрытие | Партнёрша         | Соперницы в финале               | Счёт    |
| 1. | 1999 | Уимблдон | Трава    | Линдсей Дэвенпорт | Мариан де Свардт Елена Татаркова | 6-4 6-4 |

#### Поражения (2)
| №  | Год  | Турнир                           | Покрытие | Партнёрша         | Соперницы в финале              | Счёт        |
| 1. | 2001 | Открытый чемпионат Австралии     | Хард     | Линдсей Дэвенпорт | Серена Уильямс Винус Уильямс    | 2-6 6-4 4-6 |
| 2. | 2005 | Открытый чемпионат Австралии (2) | Хард     | Линдсей Дэвенпорт | Светлана Кузнецова Алисия Молик | 3-6 4-6     |

### Финалы турнировWTAв парном разряде (20)

#### Победы (13)
| №   | Дата             | Турнир                        | Покрытие | Партнёрша               | Соперницы в финале                   | Счёт        |
| 1.  | 17 ноября 1997   | Паттайя, Таиланд              | Хард     | Кристин Кунс            | Флоренсия Лабат Доминик ван Рост     | 6-3 6-4     |
| 2.  | 4 января 1999    | Голд-Кост, Австралия          | Хард     | Лариса Савченко-Нейланд | Кристин Кунс Ирина Спырля            | 6-3 6-3     |
| 3.  | 12 апреля 1999   | Токио, Япония                 | Хард     | Кимберли По             | Кэтрин Баркли-Рейтц Кэрри-Энн Гюс    | 6-3 6-2     |
| 4.  | 7 июня 1999      | Бирмингем, Великобритания     | Трава    | Лариса Савченко-Нейланд | Инес Горрочатеги Александра Фусаи    | 6-4 6-4     |
| 5.  | 21 июня 1999     | Уимблдон                      | Трава    | Линдсей Дэвенпорт       | Мариан де Свардт Елена Татаркова     | 6-4 6-4     |
| 6.  | 26 июля 1999     | Станфорд, США                 | Хард     | Линдсей Дэвенпорт       | Анна Курникова Елена Лиховцева       | 6-4 6-4     |
| 7.  | 2 августа 1999   | Сан-Диего, США                | Хард     | Линдсей Дэвенпорт       | Серена Уильямс Винус Уильямс         | 6-4 6-1     |
| 8.  | 21 февраля 2000  | Оклахома-Сити, США            | Хард(i)  | Кимберли По             | Тамарин Танасугарн Елена Татаркова   | 6-4 4-6 6-2 |
| 9.  | 6 марта 2000     | Индиан-Уэллс, США             | Хард     | Линдсей Дэвенпорт       | Анна Курникова Наталья Зверева       | 6-2 6-3     |
| 10. | 1 мая 2000       | Бол, Хорватия                 | Грунт    | Жюли Алар-Декюжи        | Тина Крижан Катарина Среботник       | 6-2 6-2     |
| 11. | 9 октября 2000   | Открытый чемпионат Японии (2) | Хард     | Жюли Алар-Декюжи        | Тина Крижан Катарина Среботник       | 6-1 6-2     |
| 12. | 16 января 2006   | Сидней, Австралия             | Хард     | Ренне Стаббс            | Вирхиния Руано Паскуаль Паола Суарес | 6-3 5-7 6-2 |
| 13. | 11 сентября 2006 | Бали, Индонезия               | Хард     | Линдсей Дэвенпорт       | Натали Грандин Труди Мусгрейв        | 6-3 6-4     |

#### Поражения (7)
| №  | Дата            | Турнир                           | Покрытие | Партнёрша          | Соперницы в финале                     | Счёт           |
| 1. | 14 апреля 1997  | Токио, Япония                    | Хард     | Керри-Энн Гюс      | Алексия Дешом Рика Хираки              | 4-6 2-6        |
| 2. | 8 мая 2000      | Берлин, Германия                 | Грунт    | Аманда Кётцер      | Кончита Мартинес Аранча Санчес-Викарио | 6-3 2-6 6-7(7) |
| 3. | 15 января 2001  | Открытый чемпионат Австралии     | Хард     | Линдсей Дэвенпорт  | Серена Уильямс Винус Уильямс           | 2-6 6-4 4-6    |
| 4. | 7 ноября 2004   | Филадельфия, США                 | Хард(i)  | Лизель Хубер       | Алисия Молик Лиза Реймонд              | 5-7 4-6        |
| 5. | 17 января 2005  | Открытый чемпионат Австралии (2) | Хард     | Линдсей Дэвенпорт  | Светлана Кузнецова Алисия Молик        | 3-6 4-6        |
| 6. | 1 февраля 2005  | Токио, Япония                    | Ковёр(i) | Линдсей Дэвенпорт  | Жанетта Гусарова Елена Лиховцева       | 4-6 3-6        |
| 7. | 23 октября 2006 | Линц, Австрия                    | Хард(i)  | Катарина Среботник | Лиза Реймонд Саманта Стосур            | 3-6 0-6        |

### Финалы турнировITFв парном разряде (13)

#### Победы (9)
| №  | Дата            | Турнир                 | Покрытие | Партнёрша         | Соперницы в финале                     | Счёт          |
| 1. | 22 августа 1994 | Николози, Италия       | Хард     | Лоретта Шилз      | Натали Фроли Дженни Энн Фетч           | 6-1 7-5       |
| 2. | 30 января 1995  | Стамбул, Турция        | Хард     | Кристина Захаряду | Дора Дилянова Десислава Топалова       | 6-3 7-5       |
| 3. | 22 мая 1995     | Зальцбург, Австрия     | Грунт    | Арти Венкатесан   | Тяса Езерник Марина Лазаровская        | Без игры      |
| 4. | 14 августа 1995 | Карфаген, Тунис        | Грунт    | Кристина Захаряду | Дениса Хладкова Дафна ван де Занде     | 6-4 7-6(7)    |
| 5. | 21 августа 1995 | Сочи, Россия           | Грунт    | Елена Татаркова   | Наталья Егорова Петра Торен            | 6-3 7-5       |
| 6. | 4 декабря 1995  | Сержи-Понтуаз, Франция | Хард(i)  | Анджела Леттьер   | Далли Рандриантефи Наташа Рандриантефи | 6-3 7-5       |
| 7. | 22 января 1996  | Мишен, США             | Хард     | Анджела Леттьер   | Шэннен Маккарти Джулия Стивен          | 7-6(7) 6-2    |
| 8. | 12 февраля 1996 | Мидленд, США           | Хард(i)  | Анджела Леттьер   | Катрина Адамс Дебби Грэм               | 7-6(4) 7-6(6) |
| 9. | 6 октября 1997  | Седона, США            | Хард     | Каталина Кристя   | Лизель Хорн Паола Суарес               | 7-5 6-2       |

#### Поражения (4)
| №  | Дата            | Турнир          | Покрытие | Партнёрша         | Соперницы в финале                    | Счёт        |
| 1. | 11 июля 1994    | Ольштын, Польша | Грунт    | Генриета Надьова  | Марилла Брейенс Аманда Хопманс        | 4-6 7-5 5-7 |
| 2. | 3 апреля 1995   | Афины, Греция   | Грунт    | Кристина Захаряду | Дениса Хладкова Патриция Маркова      | 2-6 5-7     |
| 3. | 28 августа 1995 | Афины, Греция   | Грунт    | Кристина Захаряду | Магдалена Гжибовская Генриета Надьова | Без игры    |
| 4. | 19 мая 1996     | Афины, Греция   | Грунт    | Анджела Леттьер   | Лизель Хорн Кристина Пападаки         | 5-7 2-6     |

### Финалы турниров Большого шлема в миксте (1)

#### Победы (1)
| №  | Год  | Турнир                       | Покрытие | Партнёр        | Соперницы в финале      | Счёт    |
| 1. | 2001 | Открытый чемпионат Австралии | Хард     | Эллис Феррейра | Барбара Шетт Джошуа Игл | 6-1 6-3 |

## История выступлений на турнирах
| Турнир                 | 1996  | 1997  | 1998  | 1999  | 2000  | 2001  | 2002  | 2003  | 2004  | 2005  | 2006  | 2007  | Итог   | В/П за карьеру |
| ---------------------- | ----- | ----- | ----- | ----- | ----- | ----- | ----- | ----- | ----- | ----- | ----- | ----- | ------ | -------------- |
| Турниры Большого Шлема |       |       |       |       |       |       |       |       |       |       |       |       |        |                |
| Australian Open        | -     | 2Р    | 2Р    | 2Р    | 1/2   | Ф     | -     | -     | 3Р    | Ф     | 1Р    | 1Р    | 0 / 9  | 18-9           |
| Roland Garros          | 1Р    | 1Р    | 3Р    | 2Р    | -     | -     | -     | 1Р    | -     | 1/2   | -     | 1Р    | 0 / 7  | 7-7            |
| Уимблдон               | 1Р    | 2Р    | 2Р    | П     | -     | -     | -     | 1Р    | -     | 2Р    | -     | 1Р    | 1 / 7  | 9-6            |
| US Open                | 3Р    | 1Р    | 1Р    | 1/4   | -     | -     | 1/4   | 1Р    | 2Р    | 1/4   | 2Р    | 1/4   | 0 / 10 | 16-10          |
| Итог                   | 0 / 3 | 0 / 4 | 0 / 4 | 1 / 4 | 0 / 1 | 0 / 1 | 0 / 1 | 0 / 3 | 0 / 2 | 0 / 4 | 0 / 2 | 0 / 4 | 1 / 33 |                |
| В/П в сезоне           | 2-3   | 2-4   | 4-4   | 11-3  | 4-1   | 5-1   | 3-1   | 0-3   | 3-2   | 13-4  | 1-2   | 3-4   |        | 51-32          |
| Итоговый чемпионат WTA |       |       |       |       |       |       |       |       |       |       |       |       |        |                |
| Итоговый чемпионат WTA | -     | -     | -     | 1/2   | -     | -     | -     | -     | -     | -     | -     | -     | 0 / 1  | 1-1            |

| Турнир                 | 1997  | 1998  | 1999  | 2000  | 2001  | 2002  | 2003  | 2004  | 2005  | 2006  | 2007  | Итог   | В/П за карьеру |
| ---------------------- | ----- | ----- | ----- | ----- | ----- | ----- | ----- | ----- | ----- | ----- | ----- | ------ | -------------- |
| Турниры Большого шлема |       |       |       |       |       |       |       |       |       |       |       |        |                |
| Australian Open        | -     | -     | -     | 2P    | П     | -     | -     | 2P    | 1P    | 1/4   | 1P    | 1 / 6  | 8-4            |
| Roland Garros          | -     | -     | 3Р    | -     | -     | -     | 1/4   | -     | 1/4   | -     | -     | 0 / 3  | 4-3            |
| Уимблдон               | 2Р    | 1Р    | 1Р    | -     | -     | -     | -     | -     | 2Р    | 3Р    | 1Р    | 0 / 6  | 1-6            |
| US Open                | -     | 2Р    | 2Р    | -     | -     | 1/2   | 1Р    | 1Р    | 1/2   | 1Р    | 1Р    | 0 / 8  | 8-8            |
| Итог                   | 0 / 1 | 0 / 2 | 0 / 3 | 0 / 1 | 1 / 1 | 0 / 1 | 0 / 2 | 0 / 2 | 0 / 4 | 0 / 3 | 0 / 3 | 1 / 23 |                |
| В/П в сезоне           | 1-1   | 1-2   | 2-3   | 1-1   | 4-0   | 3-1   | 2-2   | 1-1   | 4-4   | 2-3   | 0-3   |        | 21-21          |